# Serie A (Ecuador)
La Serie A de Ecuador (denominada con su nombre comercial Liga Ecuabet y oficialmente Liga Ecuabet Conectada por Xtrim) es la máxima categoría del sistema de ligas de fútbol de Ecuador, organizada a partir de 2019 por la Liga Profesional de Fútbol del Ecuador. Hasta 2018 fue organizada por la Federación Ecuatoriana de Fútbol.
Desde su fundación en 1957, el certamen se ha disputado durante 67 años (excluyendo las temporadas canceladas de 1958 y 1959) y se han otorgado 66 títulos oficiales, 64 en torneos largos y 2 en torneos cortos. Los clubes que más campeonatos han conseguido son Barcelona con 16, Emelec con 14 y El Nacional y Liga de Quito con 13 cada uno.
Según la clasificación 2001-2010 de la IFFHS, la Serie A es la 24.ª mejor liga del siglo XXI. En la actualidad se encuentra entre las mejores ligas del mundo, ocupando el puesto número 11, según la clasificación oficial 2022 de dicha institución.
El actual campeón es la Liga de Quito, quien logró el título número trece en su historia.

## Historia

### Inicios
La historia del fútbol en Ecuador tuvo sus orígenes cuando el guayaquileño Juan Alfredo Wright, quien residía en Inglaterra, volvió a su ciudad natal, Guayaquil, a mediados del año de 1899 junto a su hermano Roberto Wright. El retorno de ambos a Ecuador, sirvió para incentivar a los jóvenes ecuatorianos a practicar el fútbol.
Corrían los últimos años del siglo XIX cuando retornaron a Guayaquil un grupo de jóvenes que habían realizado sus estudios superiores en Inglaterra, donde deportes como el fútbol, cricket y lawn tennis estaban en apogeo. Estos jóvenes, entre los que destacaban los hermanos Juan Alfredo y Roberto Wright, formaron un club con la idea de que sus socios puedan tomar parte de las distracciones que se vivían en Europa, y es así como el 23 de abril de 1899  en el local del Colegio Olmedo, situado en la calle de la Caridad (hoy Chile) y Clemente Ballén, a las 2 de la tarde, treinta jóvenes guayaquileños se reunieron para formar el Guayaquil Sport Club (hoy Búhos ULVR Fútbol Club) cuyo objeto principal era “proporcionar a los socios diferentes recreaciones, especialmente los siguientes juegos: foot ball, cricket, base ball, lawn tennis, botes y otros”, iniciando la práctica de un deporte, en aquel entonces bastante extraño, que se jugaba con un balón y al que se lo impulsaba con los pies hacia dos arcos rectangulares. A raíz de esto, posteriormente, se creó el Club Sport Ecuador y el Club Asociación de Empleados Actualmente un Club de trabajadores. Un año después, el 28 de enero de 1900 se registraron los primeros encuentros de manera oficial.
El 22 de julio de 1902 se funda en Guayaquil el Club Sport Ecuador, cuyo uniforme consistía de una camiseta azul y pantalón corto blanco. En los siguientes años de la primera década del siglo XX surgieron nuevos equipos como Club Asociación de Empleados, Libertador Bolívar (formado por la tripulación del torpedero del mismo nombre), Club Universitario (formado por estudiantes de las carreras de Jurisprudencia y Medicina de la Universidad de Guayaquil) Unión y Gimnástico, Club Sport Unión, Club Sport Vicente Rocafuerte, Club Sport Santiago, Club 24 de Mayo. De la misma manera en Quito no se quedan atrás y en 1906 llega el fútbol a El Ejido y se conforman varios equipos como el Sport Club Quito y Sociedad Deportiva Gladiador.
En el año 1908 se formó en Guayaquil el Club Sport Patria, actualmente el equipo en actividad más antiguo del país. Además en aquel año se organizó el primer torneo que se disputó en Ecuador. En 1921 se organizó un triangular entre el Centenario, Club Sport Norte América y los marinos del buque inglés Cambrian, quienes obsequian un escudo para que fuera entregado como trofeo en Ecuador, naciendo la disputa del famoso Escudo Cambrian, que se juega entre 1923 y 1931. Ante la necesidad de contar con un organismo que regulase las competencias deportivas en 1922 Manuel Seminario Saenz de Tejada impulsa la fundación de la Federación Deportiva Guayaquil (luego Federación Deportiva del Guayas, FDG) que pasa a organizar el campeonato oficial que se conocería como la Liga de Guayaquil y cuyo primer ganador sería el Racing Club, mientras que en Quito se crea el Campeonatos Amateurs de Pichincha cuyo también primer ganador sería el campeonato es obtenido por Sociedad Deportiva Gladiador.
En los años de 1925. Más tarde el 30 de mayo de ese mismo año, Manuel Seminario Saenz de Tejada promovió la fundación de la Federación Deportiva Nacional del Ecuador, conocida por su acrónimo Fedenador. La nueva entidad recibió las afiliaciones internacionales obtenidas por la FDG y en enero de 1926 empezó a figurar como miembro de la FIFA, 4 años después en 1930 se afilia a la Conmebol.
En 1940, el Comité Olímpico Ecuatoriano organizaría el primer campeonato nacional pero en vez de clubes participarían con selecciones provinciales dicho torneo se lo jugaría en Guayaquil y lo ganaría la selección del Guayas, cabe recordar que se jugó como torneo precursor en 1926 en la ciudad de Riobamba y que contaría son las provincias de Guayas, Pichincha, Azuay, Tungurahua y el anfitrión Chimborazo este último se coronaría campeón de manera invicta el torneo se lo jugó desde 1940 hasta 1946, nuevamente en 1948 y 1949, cabe recordar que no se jugó la edición de 1947 ya que ese año se iba a disputar el Campeonato Sudamericano 1947.

### Antecedente
En 1948, se organizó el Primer Campeonato Ecuatoriano en la época amateur, con el nombre Copa Presidencial Galo Plaza Lasso, presidente de Ecuador de ese entonces que fue quién donó el trofeo, participaron los 3 clubes campeones de los torneos amateur provinciales de 1947, Aucas campeón de Pichincha, Norte América campeón del Guayas y Macará campeón de Tungurahua, el torneo no fue organizado por la FEF ni por ninguna de sus antecesoras, dicho campeonato ganado por Macará fue organizado por la Federación Deportiva Nacional FEDENADOR, por lo que hasta la fecha no es reconocido por el ente rector del fútbol ecuatoriano.
| Temporada | Campeón | Subcampeón | Tercero       |
| --------- | ------- | ---------- | ------------- |
| 1948      | Macará  | Aucas      | Norte América |

A finales de 1950 por desavenencias con la FDG los principales equipos de Guayaquil, entre ellos Barcelona, Emelec, Norte América, 9 de Octubre, Everest, Reed Club, Patria y Río Guayas, deciden separarse de dicha federación e instauran el profesionalismo con la creación de la Asociación de Fútbol del Guayas. El mismo paso tomaron los clubes de Quito en 1954 con la creación de la Asociación de Fútbol No Amateur de Pichincha.

Equipo de Emelec en 1957, el primer campeón del fútbol ecuatoriano.

En 1957 se llega a un acuerdo para que los dos mejores equipos de los campeonatos de Quito y Guayaquil disputen un torneo para decidir al campeón nacional, con el que nace el Campeonato Nacional de Fútbol. Este torneo fue disputado por Emelec, Barcelona, Deportivo Quito y Aucas, coronándose el primero como campeón. Tras no disputarse en los siguientes dos años, el campeonato nacional fue organizado nuevamente en 1960 con 8 equipos (4 de cada asociación), y desde allí se ha venido disputando anualmente. Durante la década de 1960 se agregaron equipos de Ambato y Manta, que ya contaban con equipos profesionales. En 1967 se disputan por última vez los campeonatos de Guayaquil y Quito (llamado Campeonato Interandino). El 30 de junio de ese mismo año surge la Asociación Ecuatoriana de Fútbol, separando la organización del fútbol de la Federación Deportiva Nacional del Ecuador.
En los años 70 fueron ingresando al campeonato clubes de otras ciudades, como Cuenca, Riobamba, Portoviejo y Machala. En 1971 se crea la Serie B como el segundo nivel del fútbol ecuatoriano, creándose el sistema de ascensos/descensos con respecto a la Serie A. En estos años el número de clubes se estabiliza en 10 equipos para cada división. El 26 de mayo de 1978 se reforman los estatutos de la Asociación de Fútbol y se cambia el nombre de la institución a Federación Ecuatoriana de Fútbol.
El número de equipos en la primera división varía en los años 80 llegando a 16 en 1985 y 18 en 1987. El torneo es reformado en 1989 para tener 12 equipos en la Serie A. Este número fue disminuido a 10 en el año 2000. Ese mismo año marcó un hito en el fútbol ecuatoriano cuando el Olmedo fue el primer equipo fuera de Quito o Guayaquil que consiguió obtener el primer y único título de campeón nacional de fútbol. Este hecho fue igualado en el 2004 por el Deportivo Cuenca, con el Olmedo como vicecampeón.
En el año 2005, se decidió realizar dos torneos al año, similar a lo que ocurre en otros torneos sudamericanos, fueron denominados como Torneo Apertura y Torneo Clausura, aunque este formato no fue considerado para el siguiente año, en el cual se volvió al sistema tradicional de una liguilla final para definir al campeón. Desde 2008 se amplió nuevamente la cantidad de equipos a 12 en la Serie A.
En 1957 hubo 4 equipos, el número se elevó a 8 en 1960. Luego osciló entre 16 y 10, hasta 1966, cuando el número se estabilizó en 10. Entre 1957 y 1967 el campeonato se jugaba entre todos los equipos participantes, en donde el que más puntos obtenía, terminaba siendo el campeón. En el año 67 la presente administración decidió organizar el campeonato Segunda Categoría para que comenzara a operar el ascenso y el descenso.
Entre 1968 y 1969, el número de participantes osciló entre 12 y 16, hasta 1971, cuando el número se estabilizó en 8 entre 1972 y 1974. En el año 71 la presente administración decidió organizar el campeonato Serie B para que comenzara a operar el ascenso y el descenso. El primer equipo ascendido fue el Macará quien a partir de 1972 hizo parte del torneo de primera división hasta 1974 cuando descendió nuevamente a la Serie B. El número se estabilizó en 12 entre 1973 y 1975 el campeonato se jugaba entre todos los equipos participantes, en donde el que más puntos obtenía, terminaba siendo el campeón.
Entre 1975 y 1981, el número de participantes llegó a 10, hasta la Primera Etapa de 1982, cuando el número se estabilizó en 12 en 1982.
Entre 1983 y 1984, el número de participantes llegó a 14, hasta 1985, cuando el número se estabilizó en 16 entre 1985 y 1986. El número se estabilizó en 18 entre 1987 y 1988 el campeonato se jugaba entre todos los equipos participantes, en donde el que más puntos obtenía, terminaba siendo el campeón.
Desde 1989 hasta 1999 la Serie A se desarrolló con la participación de 12 equipos.
Desde 2000 el número de participantes fue disminuido a 10 equipos que permaneció hasta 2007.
A partir de 2005, el campeonato se dividió en dos (Apertura y Clausura), según los dirigentes, para llamar más la atención del hincha y hacerlo interesarse en el campeonato. Así, se implementó aunque este formato no fue considerado para el siguiente año, en el cual se volvió al sistema tradicional de una liguilla final para definir al campeón.
Para el año 2008 la Asamblea General de Clubes aprobó que se jugara el torneo profesional con 12 equipos, motivo por el cual, solamente descendió el equipo con peor puntuación del Campeonato 2007. Ascendieron a primera categoría los 3 clubes con mejor ubicación en la tabla de posiciones de la Serie B 2007.
Para la temporada 2008 la Primera División se jugó con 12 equipos, en cuanto al sistema de campeonato en 2008 hubo liguillas para determinar el campeón, de igual manera para la temporada 2009. Para el año 2010 se cambió la modalidad del torneo el cual se dividió en dos etapas, donde los doce equipos jugaban todos contra todos partidos de ida y vuelta, los ganadores de cada etapa jugaban la final ida y vuelta para definir el campeón, si un equipo ganaba las dos etapas era campeón directo.
En el año 2018 la Liga Profesional de Fútbol aprobó el aumento de equipos de la Serie A de 12 a 16, y en la Serie B una disminución de 12 a 10, para la siguiente temporada. En la Serie A de aquel año no hubo descensos y ascendieron 4 equipos de la Serie B. El nuevo formato de la primera división consistía en todos contra todos, de los cuales los 8 mejores equipos en la tabla acumulada clasificaban a un cuadro de eliminación directa para definir el campeón. En la segunda división serán los 4 mejores clubes que disputarán semifinales y final para definir al ganador.
A partir de la temporada 2020, el formato volvió a ser de dos etapas donde los dieciséis equipos juegan todos contra todos, en la primera etapa se jugaban los partidos de ida y en la segunda los partidos de vuelta. Los ganadores de cada etapa jugaban la final ida y vuelta para definir el campeón, el equipo que terminaba por con mejor puntuación en la tabla acumulada de ambas etapas definía la final de loca, si un equipo ganaba las dos etapas era campeón directo.

## Formato
El formato actual está vigente desde la temporada 2025, y se estructura en dos fases: inicial y final. 
En la fase inicial, los equipos juegan 30 fechas bajo el formato todos contra todos. Los puntos y la diferencia de goles obtenidos se mantienen para la fase final; es decir, un equipo que termine con 20 puntos y 10 goles de diferencia continuará con esos mismos valores en los hexagonales.
En la fase final, los primeros seis equipos de la fase inicial juegan un hexagonal denominado "Campeón", que define al campeón del torneo. Los equipos ubicados del séptimo al duodécimo puesto participan en el segundo hexagonal, denominado "Premio". Los equipos ubicados del decimotercero al decimosexto puesto pasan al cuadrangular final, en el cual se definen los descensos, con los dos peores equipos descendiendo de categoría.
Se distribuyen seis cupos internacionales: tres para la Copa Libertadores y tres para la Copa Sudamericana. 
El equipo que termine primero en la fase inicial se asegurará un cupo a la Copa Libertadores, sin importar en qué puesto quede en la fase final. Los otros dos son asignados a los equipos mejor clasificados en el hexagonal "Campeón". 
Para la Copa Sudamericana, los cupos se asignan a los tres equipos del hexagonal "Campeón" que no hayan clasificado a la Copa Libertadores y al mejor clasificado del hexagonal "Premio". 

## Patrocinio
En el 2003 al torneo se lo llamaba oficialmente Copa Pilsener por motivos comerciales con la firma cervecera Cervecería Nacional. El contrato estaba firmado hasta el 31 de diciembre de 2008. Al aprobarse en el Ministerio de Salud Pública la ley anti-alcohol, el torneo debió cambiar de patrocinador antes de la fecha estipulada en el contrato con Cervecería Nacional. La norma, impulsada por el presidente Luis Chiriboga Acosta puso a tambalear el futuro del campeonato. La Ecuafútbol tuvo que buscar pronto un patrocinador, debido a que la norma era de efecto inmediato. Sin embargo, luego que la norma pasará por las comisiones de conciliación de congreso, se acordó darle dos años de plazo a la Federación Ecuatoriana de Fútbol para que consiguiera nuevos patrocinadores. A pesar de esto, el patrocinador se eligió a finales de 2008. Desde 2009 hasta 2012 se denominó Copa Credife con el auspicio de Banco Pichincha. A partir de 2013, y por un periodo de 3 años, Pílsener sería el nuevo auspiciante del Campeonato Nacional de Fútbol. La compañía cervecera desembolsaría un total de 52 millones de dólares, incluyendo dinero para la Serie A, Serie B, Segunda Categoría y el Torneo de Reservas, los otros competidores que participaron en el concurso de licitación fueron el Banco Internacional BBVA (que ofreció 45 millones de dólares en efectivo) y la multinacional de gaseosas Coca-Cola (que ofreció 75 millones de dólares, siendo 30 millones en efectivo y 45 millones en infraestructura de estadios y clubes). 
A partir de la temporada 2013 hasta la temporada 2015. se le denominó como Copa Pilsener con el auspicio de Cerveza Pilsener hasta mediados de 2016 que dejaría de ser el auspiciante por lo que tuvieron que encontrar inmediatamente otro auspiciante. El 18 de noviembre de 2016 el Banco del Pacífico se convierte en el principal patrocinador del Campeonato Ecuatoriano de Fútbol hasta que, el 23 de febrero del 2018 la Federación Ecuatoriana de Fútbol suscribió un convenio con la compañía Conauto C.A., representantes para Ecuador de la marca internacional de lubricantes Havoline, a través del cual, el Campeonato Nacional de la Serie A pasa a denominarse "Campeonato Ecuatoriano de Fútbol - Copa Lubricantes Havoline" por los próximos dos años; de esta manera, el torneo nacional tendrá como patrocinador principal a una marca de renombre internacional asociada al fútbol desde hace muchos años. El 19 de noviembre de 2018 se anunció el acuerdo de auspicio del Banco del Pacífico a la Liga Profesional de Fútbol del Ecuador, pero el 19 de febrero de 2019 el Banco Pichincha se convierte en el principal patrocinador de la Liga Profesional de Fútbol del Ecuador hasta el 20 de septiembre de 2020. La Liga Profesional de Fútbol del Ecuador pasó a llamarse LigaPro Serie A y LigaPro Serie B en sus distintas competiciones. El 16 de abril de 2021, LigaPro anuncia  un nuevo esponsor, tratándose de la casa de apuestas deportivas Betcris, que apuesta por el campeonato nacional y continúa así su incursión en el mercado latinoamericano, donde ya es patrocinador de la Federación Mexicana de Fútbol y es socio del fútbol americano (NFL) y el béisbol (MLB) hasta la fecha, la Liga Profesional de Fútbol del Ecuador se la denomina LigaPro Betcris. El 12 de enero de 2023, LigaPro anuncia  un nuevo esponsor, tratándose de la casa de apuestas deportivas Bet593, división de la Lotería Nacional de la Junta de Beneficencia de Guayaquil, que apuesta por el campeonato nacional y continúa así su incursión en el mercado ecuatoriano, la Liga Profesional de Fútbol del Ecuador se la denomina LigaPro Bet593. El 22 de enero de 2024, LigaPro anuncia  un nuevo esponsor, tratándose de la casa de apuestas deportivas Ecuabet, que apuesta por el campeonato nacional y continúa así su incursión en el mercado ecuatoriano, la Liga Profesional de Fútbol del Ecuador se la denomina LigaPro Ecuabet.

## Equipos participantes
Un total de 62 equipos han participado en la Serie A de Ecuador desde su creación en 1957, de los cuales 13 han sido campeones.
Ningún equipo disputó todas las ediciones, siendo Barcelona y Emelec los únicos equipos con más temporadas jugadas en el torneo, con 66.

### Temporada 2025
| Equipo                       | Ciudad    | Entrenador            | Estadio                                    | Capacidad |
| ---------------------------- | --------- | --------------------- | ------------------------------------------ | --------- |
| Aucas                        | Quito     | Gabriel Pereyra       | Cooprogreso Gonzalo Pozo Ripalda           | 18 799    |
| Barcelona                    | Guayaquil | Ismael Rescalvo       | Monumental Banco Pichincha                 | 57 267    |
| Delfín                       | Manta     | Patricio Urrutia      | Jocay                                      | 22 000    |
| Deportivo Cuenca             | Cuenca    | Norberto Araujo       | Alejandro Serrano Aguilar Banco del Austro | 14 500    |
| El Nacional                  | Quito     | Juan Carlos Pérez     | Olímpico Atahualpa                         | 38 258    |
| Emelec                       | Guayaquil | Guillermo Duró        | George Capwell Banco del Austro            | 39 000    |
| Independiente del Valle      | Sangolquí | Javier Rabanal        | Banco Guayaquil                            | 12 000    |
| Libertad                     | Loja      | Juan Carlos León      | Reina del Cisne                            | 14 935    |
| Liga Deportiva Universitaria | Quito     | Tiago Nunes           | Rodrigo Paz Delgado                        | 41 575    |
| Macará                       | Ambato    | Guillermo Sanguinetti | Bellavista Universidad Indoamérica         | 10 978    |
| Manta                        | Manta     | Efrén Mera            | Jocay                                      | 22 000    |
| Mushuc Runa                  | Ambato    | Paúl Vélez            | Olímpico Fernando Guerrero                 | 14 400    |
| Orense                       | Machala   | Raúl Antuña           | Banco de Machala 9 de Mayo                 | 16 456    |
| Técnico Universitario        | Ambato    | Geovanny Cumbicus     | Bellavista Universidad Indoamérica         | 10 978    |
| Universidad Católica         | Quito     | Diego Martínez        | Olímpico Atahualpa                         | 38 258    |
| Vinotinto Ecuador            | Quito     | Vacante               | Olímpico Atahualpa                         | 38 258    |

### Estadísticas de los equipos
| Equipo                  | Debut | Temporadas | Temporadas consecutivas | Último retorno | Títulos | Último título | 2024          |
| ----------------------- | ----- | ---------- | ----------------------- | -------------- | ------- | ------------- | ------------- |
| Aucas                   | 1957  | 44         | 8                       | 2018           | 1       | 2022          | 5.°           |
| Barcelona               | 1957  | 66         | 61                      | -              | 16      | 2020          | 3.°           |
| Delfín                  | 1989  | 20         | 10                      | 2016           | 1       | 2019          | 12.°          |
| Deportivo Cuenca        | 1971  | 48         | 24                      | 2002           | 1       | 2004          | 13.°          |
| El Nacional             | 1964  | 60         | 3                       | 2023           | 13      | 2006          | 7.°           |
| Emelec                  | 1957  | 66         | 61                      | 1981-II        | 14      | 2017          | 10.°          |
| Independiente del Valle | 2010  | 16         | 16                      | -              | 1       | 2021          | 2.°           |
| Libertad                | 2023  | 3          | 3                       | -              | -       | -             | 14.°          |
| Liga de Quito           | 1960  | 64         | 24                      | 2002           | 13      | 2024          | 1.°           |
| Macará                  | 1960  | 38         | 2                       | 2024           | -       | -             | 11.°          |
| Manta                   | 2003  | 9          | 1                       | 2025           | -       | -             | 2.° (Serie B) |
| Mushuc Runa             | 2014  | 10         | 6                       | 2019           | -       | -             | 6.°           |
| Orense                  | 2020  | 6          | 6                       | -              | -       | -             | 8.°           |
| Técnico Universitario   | 1978  | 32         | 8                       | 2018           | -       | -             | 9.°           |
| Universidad Católica    | 1965  | 40         | 13                      | 2013           | -       | -             | 4.°           |
| Vinotinto Ecuador       | 2025  | 1          | 1                       | -              | -       | -             | 1.° (Serie B) |

## Historial
| Temporada | Campeón                                 | Subcampeón                              | Tercero                                 | Cuarto                                  | Notas                                                       |
| --------- | --------------------------------------- | --------------------------------------- | --------------------------------------- | --------------------------------------- | ----------------------------------------------------------- |
| 1957      | Emelec (1)                              | Barcelona (1)                           | Deportivo Quito (1)                     | Aucas (1)                               |                                                             |
| 1958      | No se disputó el Campeonato Ecuatoriano | No se disputó el Campeonato Ecuatoriano | No se disputó el Campeonato Ecuatoriano | No se disputó el Campeonato Ecuatoriano |                                                             |
| 1959      | No se disputó el Campeonato Ecuatoriano | No se disputó el Campeonato Ecuatoriano | No se disputó el Campeonato Ecuatoriano | No se disputó el Campeonato Ecuatoriano |                                                             |
| 1960      | Barcelona (1)                           | Emelec (1)                              | Patria (1)                              | Deportivo Quito (1)                     |                                                             |
| 1961      | Emelec (2)                              | Patria (1)                              | Everest (1)                             | Liga de Quito (1)                       |                                                             |
| 1962      | Everest (1)                             | Barcelona (2)                           | Emelec (1)                              | 9 de Octubre (1)                        |                                                             |
| 1963      | Barcelona (2)                           | Emelec (2)                              | Deportivo Quito (2)                     | Politécnico (1)                         |                                                             |
| 1964      | Deportivo Quito (1)                     | El Nacional (1)                         | Liga de Quito (1)                       | América de Manta (1)                    |                                                             |
| 1965      | Emelec (3)                              | 9 de Octubre (1)                        | Barcelona (1)                           | Patria (1)                              |                                                             |
| 1966      | Barcelona (3)                           | Emelec (3)                              | Politécnico (1)                         | Liga de Quito (2)                       |                                                             |
| 1967      | El Nacional (1)                         | Emelec (4)                              | Barcelona (2)                           | América de Quito (1)                    |                                                             |
| 1968      | Deportivo Quito (2)                     | Barcelona (3)                           | Emelec (2)                              | Liga de Quito (3)                       |                                                             |
| 1969      | Liga de Quito (1)                       | América de Quito (1)                    | Aucas (1)                               | Barcelona (1)                           |                                                             |
| 1970      | Barcelona (4)                           | Emelec (5)                              | América de Quito (1)                    | Liga de Quito (4)                       |                                                             |
| 1971      | Barcelona (5)                           | América de Quito (2)                    | Emelec (3)                              | El Nacional (1)                         | Primer equipo en revalidar título.                          |
| 1972      | Emelec (4)                              | El Nacional (2)                         | Barcelona (3)                           | América de Quito (2)                    |                                                             |
| 1973      | El Nacional (2)                         | Universidad Católica (1)                | Barcelona (4)                           | Deportivo Quito (2)                     |                                                             |
| 1974      | Liga de Quito (2)                       | El Nacional (3)                         | Deportivo Cuenca (1)                    | Barcelona (2)                           |                                                             |
| 1975      | Liga de Quito (3)                       | Deportivo Cuenca (1)                    | Aucas (2)                               | Barcelona (3)                           |                                                             |
| 1976      | El Nacional (3)                         | Deportivo Cuenca (2)                    | Emelec (4)                              | Liga de Quito (5)                       |                                                             |
| 1977      | El Nacional (4)                         | Liga de Quito (1)                       | Universidad Católica (1)                | Barcelona (4)                           |                                                             |
| 1978      | El Nacional (5)                         | Técnico Universitario (1)               | Emelec (5)                              | Barcelona (5)                           | Récord de campeonatos consecutivos.                         |
| 1979      | Emelec (5)                              | Universidad Católica (2)                | Manta Sport (1)                         | Técnico Universitario (1)               |                                                             |
| 1980      | Barcelona (6)                           | Técnico Universitario (2)               | Universidad Católica (2)                | América de Quito (3)                    |                                                             |
| 1981      | Barcelona (7)                           | Liga de Quito (2)                       | El Nacional (1)                         | Universidad Católica (1)                |                                                             |
| 1982      | El Nacional (6)                         | Barcelona (4)                           | Liga de Portoviejo (1)                  | 9 de Octubre (2)                        |                                                             |
| 1983      | El Nacional (7)                         | 9 de Octubre (2)                        | Barcelona (5)                           | Liga de Portoviejo (1)                  |                                                             |
| 1984      | El Nacional (8)                         | 9 de Octubre (3)                        | Liga de Quito (2)                       | Universidad Católica (2)                | Récord de campeonatos consecutivos igualados.               |
| 1985      | Barcelona (8)                           | Deportivo Quito (1)                     | Filanbanco (1)                          | Esmeraldas Petrolero (1)                |                                                             |
| 1986      | El Nacional (9)                         | Barcelona (5)                           | Técnico Universitario (1)               | Deportivo Cuenca (1)                    |                                                             |
| 1987      | Barcelona (9)                           | Filanbanco (1)                          | Audaz Octubrino (1)                     | Deportivo Quito (3)                     |                                                             |
| 1988      | Emelec (6)                              | Deportivo Quito (2)                     | Liga de Quito (3)                       | Barcelona (6)                           |                                                             |
| 1989      | Barcelona (10)                          | Emelec (6)                              | Deportivo Quito (3)                     | El Nacional (2)                         |                                                             |
| 1990      | Liga de Quito (4)                       | Barcelona (6)                           | Emelec (6)                              | El Nacional (3)                         |                                                             |
| 1991      | Barcelona (11)                          | Valdez (1)                              | El Nacional (2)                         | Deportivo Quito (4)                     |                                                             |
| 1992      | El Nacional (10)                        | Barcelona (7)                           | Emelec (7)                              | Green Cross (1)                         |                                                             |
| 1993      | Emelec (7)                              | Barcelona (8)                           | El Nacional (3)                         | Green Cross (2)                         |                                                             |
| 1994      | Emelec (8)                              | El Nacional (4)                         | Barcelona (6)                           | Deportivo Quito (5)                     |                                                             |
| 1995      | Barcelona (12)                          | Espoli (1)                              | El Nacional (4)                         | Emelec (1)                              |                                                             |
| 1996      | El Nacional (11)                        | Emelec (7)                              | Barcelona (7)                           | Deportivo Quito (6)                     |                                                             |
| 1997      | Barcelona (13)                          | Deportivo Quito (3)                     | Emelec (8)                              | Liga de Quito (6)                       |                                                             |
| 1998      | Liga de Quito (5)                       | Emelec (8)                              | Aucas (3)                               | Barcelona (7)                           |                                                             |
| 1999      | Liga de Quito (6)                       | El Nacional (5)                         | Emelec (9)                              | Deportivo Quito (7)                     |                                                             |
| 2000      | Olmedo (1)                              | El Nacional (6)                         | Emelec (10)                             | Aucas (2)                               | Primer campeonato de un equipo fuera del Guayas o Pichincha |
| 2001      | Emelec (9)                              | El Nacional (7)                         | Olmedo (1)                              | Barcelona (8)                           |                                                             |
| 2002      | Emelec (10)                             | Barcelona (9)                           | El Nacional (5)                         | Liga de Quito (7)                       |                                                             |
| 2003      | Liga de Quito (7)                       | Barcelona (10)                          | El Nacional (6)                         | Emelec (2)                              |                                                             |
| 2004      | Deportivo Cuenca (1)                    | Olmedo (1)                              | Liga de Quito (4)                       | El Nacional (4)                         |                                                             |
| 2005-A    | Liga de Quito (8)                       | Barcelona (11)                          | El Nacional (7)                         | Deportivo Cuenca (2)                    |                                                             |
| 2005-C    | El Nacional (12)                        | Deportivo Cuenca (3)                    | Liga de Quito (5)                       | Aucas (3)                               |                                                             |
| 2006      | El Nacional (13)                        | Emelec (9)                              | Liga de Quito (6)                       | Olmedo (1)                              |                                                             |
| 2007      | Liga de Quito (9)                       | Deportivo Cuenca (4)                    | Olmedo (2)                              | Deportivo Azogues (1)                   |                                                             |
| 2008      | Deportivo Quito (3)                     | Liga de Quito (3)                       | Deportivo Cuenca (2)                    | El Nacional (5)                         |                                                             |
| 2009      | Deportivo Quito (4)                     | Deportivo Cuenca (5)                    | Emelec (11)                             | Liga de Quito (8)                       |                                                             |
| 2010      | Liga de Quito (10)                      | Emelec (10)                             | Deportivo Quito (4)                     | Barcelona (9)                           |                                                             |
| 2011      | Deportivo Quito (5)                     | Emelec (11)                             | El Nacional (8)                         | Liga de Quito (9)                       |                                                             |
| 2012      | Barcelona (14)                          | Emelec (12)                             | Liga de Quito (7)                       | Liga de Loja (1)                        |                                                             |
| 2013      | Emelec (11)                             | Independiente del Valle (1)             | Deportivo Quito (5)                     | Universidad Católica (3)                |                                                             |
| 2014      | Emelec (12)                             | Barcelona (12)                          | Independiente del Valle (1)             | Liga de Quito (10)                      |                                                             |
| 2015      | Emelec (13)                             | Liga de Quito (4)                       | Independiente del Valle (2)             | Universidad Católica (4)                | Récord de campeonatos consecutivos igualado.                |
| 2016      | Barcelona (15)                          | Emelec (13)                             | El Nacional (9)                         | Independiente del Valle (1)             |                                                             |
| 2017      | Emelec (14)                             | Delfín (1)                              | Independiente del Valle (3)             | Macará (1)                              | Único equipo en ganar al menos un título en cada década.    |
| 2018      | Liga de Quito (11)                      | Emelec (14)                             | Barcelona (8)                           | Delfín (1)                              |                                                             |
| 2019      | Delfín (1)                              | Liga de Quito (5)                       | Macará (1)                              | Barcelona (10)                          |                                                             |
| 2020      | Barcelona (16)                          | Liga de Quito (6)                       | Independiente del Valle (4)             | Universidad Católica (5)                |                                                             |
| 2021      | Independiente del Valle (1)             | Emelec (15)                             | Universidad Católica (3)                | Barcelona (11)                          |                                                             |
| 2022      | Aucas (1)                               | Barcelona (13)                          | Universidad Católica (4)                | Independiente del Valle (2)             |                                                             |
| 2023      | Liga de Quito (12)                      | Independiente del Valle (2)             | Barcelona (9)                           | El Nacional (6)                         |                                                             |
| 2024      | Liga de Quito (13)                      | Independiente del Valle (3)             | Barcelona (10)                          | Universidad Católica (6)                |                                                             |
| 2025      | Por definir                             | Por definir                             | Por definir                             | Por definir                             |                                                             |

## Palmarés
| Equipo                  | 1.º | 2.º | 3.º | 4.º | Temporadas campeón                                                                              | Temporadas subcampeón                                                                     | Temporadas tercer lugar                                           | Temporadas cuarto lugar                                           |
| ----------------------- | --- | --- | --- | --- | ----------------------------------------------------------------------------------------------- | ----------------------------------------------------------------------------------------- | ----------------------------------------------------------------- | ----------------------------------------------------------------- |
| Barcelona               | 16  | 13  | 10  | 11  | 1960, 1963, 1966, 1970, 1971, 1980, 1981, 1985, 1987, 1989, 1991, 1995, 1997, 2012, 2016, 2020. | 1957, 1962, 1968, 1982, 1986, 1990, 1992, 1993, 2002, 2003, 2005-A, 2014, 2022.           | 1965, 1967, 1972, 1973, 1983, 1994, 1996, 2018, 2023, 2024.       | 1969, 1974, 1975, 1977, 1978, 1988, 1998, 2001, 2010, 2019, 2021. |
| Emelec                  | 14  | 15  | 11  | 2   | 1957, 1961, 1965, 1972, 1979, 1988, 1993, 1994, 2001, 2002, 2013, 2014, 2015, 2017.             | 1960, 1963, 1966, 1967, 1970, 1989, 1996, 1998, 2006, 2010, 2011, 2012, 2016, 2018, 2021. | 1962, 1968, 1971, 1976, 1978, 1990, 1992, 1997, 1999, 2000, 2009. | 1995, 2003.                                                       |
| El Nacional             | 13  | 7   | 9   | 6   | 1967, 1973, 1976, 1977, 1978, 1982, 1983, 1984, 1986, 1992, 1996, 2005-C, 2006.                 | 1964, 1972, 1974, 1994, 1999, 2000, 2001.                                                 | 1981, 1991, 1993, 1995, 2002, 2003, 2005-A, 2013, 2016.           | 1971, 1989, 1990, 2004, 2008, 2023.                               |
| Liga de Quito           | 13  | 6   | 7   | 10  | 1969, 1974, 1975, 1990, 1998, 1999, 2003, 2005-A, 2007, 2010, 2018, 2023, 2024.                 | 1977, 1981, 2008, 2015, 2019, 2020.                                                       | 1964, 1984, 1988, 2004, 2005-C, 2006, 2012.                       | 1961, 1966, 1968, 1970, 1976, 1997, 2002, 2009, 2011, 2014.       |
| Deportivo Quito         | 5   | 3   | 5   | 7   | 1964, 1968, 2008, 2009, 2011.                                                                   | 1985, 1988, 1997.                                                                         | 1957, 1963, 1989, 2010, 2013.                                     | 1960, 1973, 1987, 1991, 1994, 1996, 1999.                         |
| Deportivo Cuenca        | 1   | 5   | 2   | 2   | 2004.                                                                                           | 1975, 1976, 2005-C, 2007, 2009.                                                           | 1974, 2008.                                                       | 1986, 2005-A.                                                     |
| Independiente del Valle | 1   | 3   | 4   | 2   | 2021.                                                                                           | 2013, 2023, 2024.                                                                         | 2014, 2015, 2017, 2020.                                           | 2016, 2022.                                                       |
| Olmedo                  | 1   | 1   | 2   | 1   | 2000.                                                                                           | 2004.                                                                                     | 2001, 2007.                                                       | 2006.                                                             |
| Delfín                  | 1   | 1   |     | 1   | 2019.                                                                                           | 2017.                                                                                     |                                                                   | 2018.                                                             |
| Aucas                   | 1   |     | 3   | 3   | 2022.                                                                                           |                                                                                           | 1969, 1975, 1998.                                                 | 1957, 2000, 2005-C.                                               |
| Everest                 | 1   |     | 1   |     | 1962.                                                                                           |                                                                                           | 1961.                                                             |                                                                   |
| 9 de Octubre            |     | 3   |     | 2   |                                                                                                 | 1965, 1983, 1984.                                                                         |                                                                   | 1962, 1982.                                                       |
| Universidad Católica    |     | 2   | 4   | 6   |                                                                                                 | 1973, 1979.                                                                               | 1977, 1980, 2021, 2022.                                           | 1981, 1984, 2013, 2015, 2020, 2024.                               |
| América de Quito        |     | 2   | 1   | 3   |                                                                                                 | 1969, 1971.                                                                               | 1970.                                                             | 1967, 1972, 1980.                                                 |
| Técnico Universitario   |     | 2   | 1   | 1   |                                                                                                 | 1978, 1980.                                                                               | 1986.                                                             | 1979.                                                             |
| Patria                  |     | 1   | 1   | 1   |                                                                                                 | 1961.                                                                                     | 1960.                                                             | 1965,                                                             |
| Filanbanco              |     | 1   | 1   |     |                                                                                                 | 1987.                                                                                     | 1985.                                                             |                                                                   |
| Valdez+                 |     | 1   |     |     |                                                                                                 | 1991.                                                                                     |                                                                   |                                                                   |
| Espoli                  |     | 1   |     |     |                                                                                                 | 1995.                                                                                     |                                                                   |                                                                   |
| Politécnico             |     |     | 1   | 1   |                                                                                                 |                                                                                           | 1966.                                                             | 1963.                                                             |
| Liga de Portoviejo      |     |     | 1   | 1   |                                                                                                 |                                                                                           | 1982.                                                             | 1983.                                                             |
| Macará                  |     |     | 1   | 1   |                                                                                                 |                                                                                           | 2019.                                                             | 2017.                                                             |
| Manta Sport+            |     |     | 1   |     |                                                                                                 |                                                                                           | 1979.                                                             |                                                                   |
| Audaz Octubrino         |     |     | 1   |     |                                                                                                 |                                                                                           | 1987.                                                             |                                                                   |
| Green Cross             |     |     |     | 2   |                                                                                                 |                                                                                           |                                                                   | 1992, 1993.                                                       |
| América de Manta+       |     |     |     | 1   |                                                                                                 |                                                                                           |                                                                   | 1964.                                                             |
| Esmeraldas Petrolero    |     |     |     | 1   |                                                                                                 |                                                                                           |                                                                   | 1985.                                                             |
| Deportivo Azogues+      |     |     |     | 1   |                                                                                                 |                                                                                           |                                                                   | 2007.                                                             |
| Liga de Loja+           |     |     |     | 1   |                                                                                                 |                                                                                           |                                                                   | 2012.                                                             |

- + Equipo desaparecido.

### Estadísticas por provincia
| Provincia  |    | Títulos                                                                                       |    | Subtítulos |    | Terceras Posiciones |    | Cuartas Posiciones |
| ---------- | -- | --------------------------------------------------------------------------------------------- | -- | --- | -- | --- | -- | --- |
| Pichincha  | 33 | El Nacional (13) Liga de Quito (13) Deportivo Quito (5) Independiente del Valle (1) Aucas (1) | 24 | El Nacional (7) Liga de Quito (6) Deportivo Quito (3) Independiente del Valle (3) América de Quito (2) Universidad Católica (2) Espoli (1) | 34 | El Nacional (9) Liga de Quito (7) Deportivo Quito (5) Independiente del Valle (4) Universidad Católica (4) Aucas (3) América de Quito (1) Politécnico (1) | 38 | Liga de Quito (10) Deportivo Quito (7) El Nacional (6) Universidad Católica (6) América de Quito (3) Aucas (3) Independiente del Valle (2) Politécnico (1) |
| Guayas     | 31 | Barcelona (16) Emelec (14) Everest (1)                                                        | 34 | Emelec (15) Barcelona (13) 9 de Octubre (3) Patria (1) Filanbanco (1) Valdez (1)                                                           | 24 | Emelec (11) Barcelona (10) Everest (1) Patria (1) Filanbanco (1)                                                                                          | 16 | Barcelona (11) Emelec (2) 9 de Octubre (2) Patria (1) |
| Azuay      | 1  | Deportivo Cuenca (1)                                                                          | 5  | Deportivo Cuenca (5) | 2  | Deportivo Cuenca (2) | 2  | Deportivo Cuenca (2) |
| Manabí     | 1  | Delfín (1)                                                                                    | 1  | Delfín (1) | 2  | Manta Sport (1) Liga de Portoviejo (1) | 5  | Green Cross (2) Delfín (1) Liga de Portoviejo (1) América de Manta (1)                                                                                     |
| Chimborazo | 1  | Olmedo (1)                                                                                    | 1  | Olmedo (1) | 2  | Olmedo (2) | 1  | Olmedo (1) |
| Tungurahua |    |                                                                                               | 2  | Técnico Universitario (2) | 2  | Técnico Universitario (1) Macará (1) | 2  | Técnico Universitario (1) Macará (1) |
| El Oro     |    |                                                                                               |    | | 1  | Audaz Octubrino (1) |    | |
| Cañar      |    |                                                                                               |    | |    | | 1  | Deportivo Azogues (1) |
| Esmeraldas |    |                                                                                               |    | |    | | 1  | Esmeraldas Petrolero (1) |
| Loja       |    |                                                                                               |    | |    | | 1  | Liga de Loja (1) |

### Campeones consecutivos
| Equipo              | Temporadas campeón                |
| Tricampeonatos      | Tricampeonatos                    |
| ------------------- | --------------------------------- |
| El Nacional (2)     | 1976−1977−1978 y 1982−1983−1984.  |
| Emelec (1)          | 2013−2014−2015.                   |
| Bicampeonatos       |                                   |
| Liga de Quito (3)   | 1974−1975, 1998−1999 y 2023−2024. |
| Barcelona (2)       | 1970−1971 y 1980−1981.            |
| Emelec (2)          | 1993−1994 y 2001−2002.            |
| El Nacional (1)     | 2005-C−2006.                      |
| Deportivo Quito (1) | 2008−2009.                        |

## Clásicos y rivalidades más importantes
- Clásico del Astillero: Barcelona Sporting Club vs. Club Sport Emelec.
- Rivalidad LDU-BSC: Liga Deportiva Universitaria de Quito vs. Barcelona Sporting Club.
- Rivalidad BSC-NAC: Barcelona Sporting Club vs. Club Deportivo El Nacional.
- Rivalidad LDU-CSE: Liga Deportiva Universitaria de Quito vs. Club Sport Emelec.
- Clásico Quiteño: Liga Deportiva Universitaria de Quito vs. Club Deportivo El Nacional.
- Superclásico de Quito: Liga Deportiva Universitaria de Quito vs. Sociedad Deportiva Aucas.
- Clásico Universitario Ecuatoriano: Liga Deportiva Universitaria de Quito vs. Club Deportivo Universidad Católica.
- Clásico Ambateño: Club Deportivo Macará vs. Club Técnico Universitario.
- Clásico Manabita: Liga Deportiva Universitaria de Portoviejo vs. Delfín Sporting Club.
- Clásico Mantense: Delfín Sporting Club vs. Manta Fútbol Club.
- Clásico Interandino: Club Deportivo Macará vs. Centro Deportivo Olmedo.
- Clásico Capitalino: Liga Deportiva Universitaria de Quito vs. Sociedad Deportivo Quito.

## Estadísticas

### Clasificación histórica
La clasificación histórica de la Serie A de Ecuador es un resumen estadístico del torneo de fútbol profesional ecuatoriano, desde su creación en 1957. La tabla muestra los 20 mejores equipos posicionados en esta competición. La puntuación se ha realizado aplicando la regla de 3 puntos por victoria y uno por empate, tal y como se realiza actualmente el conteo de puntos a nivel mundial.
Actualizado al término del Campeonato Ecuatoriano de Fútbol Serie A 2024.
En negrita los equipos que militan actualmente en la Serie A de Ecuador, inactivo significa que este club está sin competir en la actualidad pero continúa afiliado.
| Pos  | Equipo                   |    |    | PTS  | PJ   | PG   | PE  | PP  | GF   | GC   | DG    | Des | Temporadas |
| ---- | ------------------------ | -- | -- | ---- | ---- | ---- | --- | --- | ---- | ---- | ----- | --- | ---------- |
| 1.°  | Barcelona                | 16 | 13 | 3966 | 2388 | 1114 | 638 | 636 | 3550 | 2443 | +1107 | -14 | 65         |
| 2.°  | Emelec                   | 14 | 15 | 3743 | 2292 | 1060 | 563 | 669 | 3517 | 2604 | +913  | -   | 65         |
| 3.°  | El Nacional              | 13 | 7  | 3553 | 2275 | 979  | 621 | 675 | 3561 | 2658 | +903  | -5  | 59         |
| 4.°  | Liga de Quito            | 13 | 6  | 3477 | 2211 | 952  | 621 | 638 | 3342 | 2525 | +817  | -   | 63         |
| 5.°  | Deportivo Quito          | 5  | 3  | 2621 | 1850 | 702  | 523 | 625 | 2566 | 2375 | +191  | -8  | 52         |
| 6.°  | Deportivo Cuenca         | 1  | 5  | 2389 | 1784 | 632  | 496 | 656 | 2127 | 2223 | -96   | -1  | 47         |
| 7.°  | Aucas                    | 1  | -  | 1800 | 1393 | 472  | 390 | 531 | 1800 | 1957 | -157  | -2  | 43         |
| 8.°  | Universidad Católica     | -  | 2  | 1779 | 1314 | 475  | 354 | 485 | 1737 | 1692 | +45   | -   | 39         |
| 9.°  | Macará                   | -  | -  | 1376 | 1140 | 350  | 326 | 454 | 1383 | 1630 | --247 | -   | 37         |
| 10.° | Técnico Universitario    | -  | 2  | 1325 | 1098 | 350  | 275 | 473 | 1312 | 1603 | -291  | -   | 31         |
| 11.° | Olmedo                   | 1  | 1  | 1108 | 904  | 283  | 262 | 359 | 1017 | 1240 | -223  | -   | 23         |
| 12.° | Liga de Portoviejo       | -  | -  | 969  | 822  | 254  | 207 | 361 | 1041 | 1368 | -327  | -   | 24         |
| 13.° | Independiente del Valle  | 1  | 3  | 885  | 554  | 251  | 132 | 171 | 824  | 642  | +182  | -   | 15         |
| 14.° | Delfín                   | 1  | 1  | 836  | 651  | 223  | 167 | 261 | 816  | 999  | -183  | -   | 19         |
| 15.° | Espoli                   | -  | 1  | 817  | 652  | 218  | 163 | 271 | 835  | 932  | -97   | -   | 17         |
| 16.° | América de Quito         | -  | 2  | 762  | 646  | 193  | 183 | 270 | 731  | 857  | -126  | -   | 23         |
| 17.° | 9 de Octubre             | -  | 3  | 581  | 480  | 158  | 107 | 215 | 618  | 755  | -137  | -   | 18         |
| 18.° | Filanbanco(desaparecido) | -  | 1  | 446  | 284  | 122  | 80  | 82  | 445  | 324  | +121  | -   | 7          |
| 19.° | Manta                    | -  | -  | 355  | 326  | 89   | 88  | 149 | 321  | 456  | -135  | -   | 8          |
| 20.° | Guayaquil City           | -  | -  | 338  | 336  | 87   | 87  | 159 | 332  | 481  | -149  | -   | 9          |

### Top 10  de los máximos goleadores históricos
| N.º | Jugador           | Goles | Equipos                                                                                         |
| --- | ----------------- | ----- | ----------------------------------------------------------------------------------------------- |
| 1   | Ermen Benítez     | 184   | El Nacional (147), Barcelona (19), Liga de Quito (1), Green Cross (12), Liga de Portoviejo (5). |
| 2   | Vinicio Ron       | 181   | El Nacional (95), Universidad Católica (72), Macará (6), Aucas (8).                             |
| 3   | Ebelio Ordóñez    | 159   | Técnico Universitario (13), El Nacional (137), Emelec (0), Deportivo Quito (9).                 |
| 4   | Fabian Paz y Miño | 155   | El Nacional (155).                                                                              |
| 5   | Geovanny Mera     | 150   | Técnico Universitario (42), El Nacional (41), Macará (22), Deportivo Quito (33), Espoli (12).   |
| 6   | Hamilton Cuvi     | 147   | UD Valdez (6), 9 de Octubre (36), Filanbanco (69), Valdez SC (27), Aucas (9).                   |
| 7   | Carlos Raffo      | 141   | Emelec (132), 9 de Octubre (8).                                                                 |
| 8   | Carlos Juárez     | 141   | Emelec (126), Liga de Quito (3), Deportivo Quito (12).                                          |
| 9   | Ángel Liciardi    | 130   | Emelec (8), Deportivo Cuenca (108), Barcelona (14).                                             |
| 10  | Ariel Graziani    | 128   | Aucas (19), Emelec (52), Barcelona (30), Liga de Quito (27).                                    |

### Goleadores por temporada
| Temporada | Jugador                                        | Equipo                                    | Goles |
| --------- | ---------------------------------------------- | ----------------------------------------- | ----- |
| 1957      | Simón Cañarte                                  | Barcelona                                 | 4     |
| 1960      | Enrique Cantos                                 | Barcelona                                 | 8     |
| 1961      | Galo Pinto                                     | Everest                                   | 12    |
| 1962      | Íris de Jesús López Guimarães                  | Barcelona                                 | 9     |
| 1963      | Carlos Alberto Raffo Édison Paucar             | Emelec Politécnico                        | 5     |
| 1964      | Jorge Valencia                                 | América de Manta                          | 8     |
| 1965      | Helio Cruz                                     | Barcelona                                 | 8     |
| 1966      | Pio Coutinho                                   | Liga de Quito                             | 13    |
| 1967      | Tom Rodríguez                                  | El Nacional                               | 16    |
| 1968      | Víctor Manuel Battaini                         | Deportivo Quito                           | 19    |
| 1969      | Francisco Bertocchi                            | Liga de Quito                             | 26    |
| 1970      | Rómulo Dúdar Mina                              | Macará                                    | 19    |
| 1971      | Alfonso Obregón Allende                        | Liga de Portoviejo                        | 18    |
| 1972      | Nelsinho                                       | Barcelona                                 | 15    |
| 1973      | Ángel Marín                                    | América de Quito                          | 18    |
| 1974      | Ángel Liciardi                                 | Deportivo Cuenca                          | 19    |
| 1975      | Ángel Liciardi                                 | Deportivo Cuenca                          | 36    |
| 1976      | Ángel Liciardi                                 | Deportivo Cuenca                          | 35    |
| 1977      | Fabián Paz y Miño                              | El Nacional                               | 27    |
| 1978      | Juan José Pérez                                | Liga de Portoviejo                        | 25    |
| 1979      | Carlos Horacio Miori                           | Emelec                                    | 26    |
| 1980      | Miguel Ángel Gutiérrez                         | América de Quito                          | 26    |
| 1981      | Paulo César                                    | Liga de Quito                             | 25    |
| 1982      | José Villafuerte                               | El Nacional                               | 25    |
| 1983      | Paulo César                                    | Barcelona                                 | 28    |
| 1984      | Sergio Saucedo                                 | Deportivo Quito                           | 25    |
| 1985      | Juan Carlos de Lima Alexander da Silva         | Universidad Católica Esmeraldas Petrolero | 24    |
| 1986      | Juan Carlos de Lima                            | Deportivo Quito                           | 23    |
| 1987      | Ermen Benítez Hámilton Cuvi Waldemar Victorino | El Nacional Filanbanco Liga de Portoviejo | 23    |
| 1988      | Janio Pinto                                    | Liga de Quito                             | 19    |
| 1989      | Ermen Benítez                                  | El Nacional                               | 23    |
| 1990      | Ermen Benítez                                  | El Nacional                               | 28    |
| 1991      | Pedro Varela                                   | Delfín                                    | 24    |
| 1992      | Carlos Muñoz Martínez                          | Barcelona                                 | 19    |
| 1993      | Diego Herrera                                  | Liga de Quito                             | 18    |
| 1994      | Manuel Uquillas                                | Espoli                                    | 25    |
| 1995      | Manuel Uquillas                                | Barcelona                                 | 24    |
| 1996      | Ariel Graziani                                 | Emelec                                    | 30    |
| 1997      | Ariel Graziani                                 | Emelec                                    | 24    |
| 1998      | Iván Kaviedes                                  | Emelec                                    | 43    |
| 1999      | Cristian Bottero                               | Macará                                    | 24    |
| 2000      | Alejandro Kénig                                | Emelec                                    | 25    |
| 2001      | Carlos Alberto Juárez                          | Emelec                                    | 17    |
| 2002      | Cristian Carnero                               | Deportivo Quito                           | 26    |
| 2003      | Ariel Graziani                                 | Barcelona                                 | 23    |
| 2004      | Ebelio Ordóñez                                 | El Nacional                               | 28    |
| 2005-A    | Wilson Segura                                  | Liga de Loja                              | 21    |
| 2005-C    | Omar Guerra                                    | Aucas                                     | 17    |
| 2006      | Luis Miguel Escalada                           | Emelec                                    | 29    |
| 2007      | Juan Carlos Ferreyra                           | Deportivo Cuenca                          | 17    |
| 2008      | Pablo Palacios                                 | Barcelona                                 | 20    |
| 2009      | Claudio Bieler                                 | Liga de Quito                             | 22    |
| 2010      | Jaime Ayoví                                    | Emelec                                    | 23    |
| 2011      | Narciso Mina                                   | Independiente del Valle                   | 28    |
| 2012      | Narciso Mina                                   | Barcelona                                 | 30    |
| 2013      | Federico Nieto                                 | Deportivo Quito                           | 29    |
| 2014      | Armando Wila                                   | Universidad Católica                      | 20    |
| 2015      | Miler Bolaños                                  | Emelec                                    | 25    |
| 2016      | Maxi Barreiro                                  | Delfín                                    | 26    |
| 2017      | Hernán Barcos                                  | Liga de Quito                             | 21    |
| 2018      | Jhon Jairo Cifuente                            | Universidad Católica                      | 37    |
| 2019      | Luis Amarilla                                  | Universidad Católica                      | 19    |
| 2020      | Cristian Martínez Borja                        | Liga de Quito                             | 24    |
| 2021      | Jonatan Bauman                                 | Independiente del Valle                   | 26    |
| 2022      | Francisco Fydriszewski                         | Aucas                                     | 15    |
| 2023      | Miguel Parrales                                | Guayaquil City                            | 16    |
| 2024      | Álex Arce                                      | Liga de Quito                             | 28    |

### Total tabla de Goleadores de la Serie A por Equipos
| Equipo                  | Goleadores |
| ----------------------- | ---------- |
| Barcelona               | 11         |
| Emelec                  | 10         |
| Liga de Quito           | 9          |
| El Nacional             | 7          |
| Deportivo Quito         | 5          |
| Deportivo Cuenca        | 4          |
| Universidad Católica    | 4          |
| Liga de Portoviejo      | 3          |
| Independiente del Valle | 2          |
| Aucas                   | 2          |
| Delfín                  | 2          |
| América de Quito        | 2          |
| Macará                  | 2          |
| Everest                 | 1          |
| Esmeraldas Petrolero    | 1          |
| Espoli                  | 1          |
| Filanbanco              | 1          |
| Politécnico             | 1          |
| América de Manta        | 1          |
| Liga de Loja            | 1          |
| Guayaquil City          | 1          |

### Directores Técnicos campeones
| Temporada | Nacionalidad        | Director Técnico      | Equipo                  |
| --------- | ------------------- | --------------------- | ----------------------- |
| 1957      | Italiana Argentina  | Eduardo Spandre       | Emelec                  |
| 1960      | Uruguaya            | Julio Kellman         | Barcelona               |
| 1961      | Argentina           | Mariano Larraz        | Emelec                  |
| 1962      | Argentina           | Mariano Larraz        | Everest                 |
| 1963      | Brasileña           | Francisco de Souza    | Barcelona               |
| 1964      | Ecuatoriana         | Efraín Ruales         | Deportivo Quito         |
| 1965      | Argentina           | Fernando Paternoster  | Emelec                  |
| 1966      | Ecuatoriana         | Pablo Ansaldo         | Barcelona               |
| 1967      | Italiana            | Vessilio Bártoli      | El Nacional             |
| 1968      | Ecuatoriana         | Ernesto Guerra        | Deportivo Quito         |
| 1969      | Brasileña           | José Gomes Nogueira   | Liga de Quito           |
| 1970      | Brasileña           | Otto Vieira           | Barcelona               |
| 1971      | Brasileña           | Otto Vieira           | Barcelona               |
| 1972      | Ecuatoriana         | Jorge Lazo            | Emelec                  |
| 1973      | Ecuatoriana         | Héctor Morales        | El Nacional             |
| 1974      | Colombiana          | Leonel Montoya        | Liga de Quito           |
| 1975      | Colombiana          | Leonel Montoya        | Liga de Quito           |
| 1976      | Ecuatoriana         | Ernesto Guerra        | El Nacional             |
| 1977      | Ecuatoriana         | Héctor Morales        | El Nacional             |
| 1978      | Ecuatoriana         | Héctor Morales        | El Nacional             |
| 1979      | Uruguaya            | Eduardo García        | Emelec                  |
| 1980      | Brasileña           | Otto Vieira           | Barcelona               |
| 1981      | Ecuatoriana         | Héctor Morales        | Barcelona               |
| 1982      | Ecuatoriana         | Ernesto Guerra        | El Nacional             |
| 1983      | Brasileña           | Roberto Abruzzesse    | El Nacional             |
| 1984      | Brasileña           | Roberto Abruzzesse    | El Nacional             |
| 1985      | Chilena             | Luis Santibáñez       | Barcelona               |
| 1986      | Brasileña           | Roberto Abruzzesse    | El Nacional             |
| 1987      | Uruguaya            | Roque Gastón Máspoli  | Barcelona               |
| 1988      | Uruguaya            | Juan Ramón Silva      | Emelec                  |
| 1989      | Argentina           | Miguel Ángel Brindisi | Barcelona               |
| 1990      | Ecuatoriana         | Polo Carrera          | Liga de Quito           |
| 1991      | Argentina           | Jorge Habegger        | Barcelona               |
| 1992      | Ecuatoriana         | Ernesto Guerra        | El Nacional             |
| 1993      | Argentina           | Salvador Capitano     | Emelec                  |
| 1994      | Ecuatoriana         | Carlos Torres Garcés  | Emelec                  |
| 1995      | Argentina           | Salvador Capitano     | Barcelona               |
| 1996      | Brasileña           | Paulo Massa           | El Nacional             |
| 1997      | Argentina           | Rubén Darío Insúa     | Barcelona               |
| 1998      | Brasileña           | Paulo Massa           | Liga de Quito           |
| 1999      | Chilena             | Manuel Pellegrini     | Liga de Quito           |
| 2000      | Argentina           | Julio Asad            | Olmedo                  |
| 2001      | Ecuatoriana         | Carlos Sevilla        | Emelec                  |
| 2002      | Argentina           | Rodolfo Motta         | Emelec                  |
| 2003      | Uruguaya            | Jorge Fossati         | Liga de Quito           |
| 2004      | Argentina           | Julio Asad            | Deportivo Cuenca        |
| 2005-A    | Peruana             | Juan Carlos Oblitas   | Liga de Quito           |
| 2005-C    | Paraguaya           | Ever Hugo Almeida     | El Nacional             |
| 2006      | Paraguaya           | Ever Hugo Almeida     | El Nacional             |
| 2007      | Argentina           | Edgardo Bauza         | Liga de Quito           |
| 2008      | Ecuatoriana         | Carlos Sevilla        | Deportivo Quito         |
| 2009      | Argentina           | Rubén Darío Insúa     | Deportivo Quito         |
| 2010      | Argentina           | Edgardo Bauza         | Liga de Quito           |
| 2011      | Argentina           | Carlos Ischia         | Deportivo Quito         |
| 2012      | Argentina           | Gustavo Costas        | Barcelona               |
| 2013      | Argentina Boliviana | Gustavo Quinteros     | Emelec                  |
| 2014      | Argentina Boliviana | Gustavo Quinteros     | Emelec                  |
| 2015      | Argentina           | Omar De Felippe       | Emelec                  |
| 2016      | Uruguaya            | Guillermo Almada      | Barcelona               |
| 2017      | Uruguaya            | Alfredo Arias         | Emelec                  |
| 2018      | Uruguaya            | Pablo Repetto         | Liga de Quito           |
| 2019      | Argentina           | Fabián Bustos         | Delfín                  |
| 2020      | Argentina           | Fabián Bustos         | Barcelona               |
| 2021      | Portuguesa          | Renato Paiva          | Independiente del Valle |
| 2022      | Venezolana          | César Farías          | Aucas                   |
| 2023      | Argentina           | Luis Zubeldía         | Liga de Quito           |
| 2024      | Argentina           | Pablo Sánchez         | Liga de Quito           |

Solamente dos técnicos han conseguido 4 títulos en la Serie A Ernesto Guerra y Héctor Morales

## Ascensos y descensos a la Serie A
Antes del establecimiento de la Segunda Categoría ecuatoriana, en 1967 se jugaron un torneo de segunda división ecuatoriana y entre 1983 y 1988 se jugaron un torneo de segunda división ecuatoriana por última vez, que, en dos ocasiones vio a sus campeones ascendidos a la Serie A: Deportivo Quito (Zona Sierra) y Everest (Zona Costa) en 1967. Los primeros clubes descendidos a la Segunda Categoría fueron Patria y Español, en ese mismo año, sobre la base del puntaje negativo de la última temporada.
La Serie B ecuatoriana se estableció en 1971.
- Negrita: Equipos quienes ascendieron a Primera División como campeón de la categoría inferior.
- Cursiva: Equipos quienes ascendieron a Primera División a partir de los juegos de promoción

| Año          | N.º de equipos participantes | Descendidos a la Segunda División/Segunda Categoría/Serie B                                                                                      | Ascendidos desde la Segunda División/Segunda Categoría/Serie B |
| ------------ | ---------------------------- | --- | --- |
| 1967         | 10                           | Patria (Guayas), Español (Guayas) | Deportivo Quito (Zona Sierra), Aucas (Zona Sierra), Everest (Zona Costa), Estibadores Navales (Zona Costa)                                                                     |
| 1968         | 12                           | Politécnico (Pichincha), Macará (Tungurahua), Estibadores Navales (Expulsado)                                                                    | Patria (Guayas), Norte América (Guayas), Universidad Católica (Pichincha), INECEL (Manabí), América de Ambato (Tungurahua)                                                     |
| 1969         | 14                           | Norte América (Guayas), Manta Sport (Manabí), América de Ambato (Tungurahua), INECEL (Manabí)                                                    | 9 de Octubre (Guayas), Macará (Tungurahua), Liga de Portoviejo (Manabí) |
| 1970         | 13                           | Patria (Guayas), Everest (Guayas), Aucas (Pichincha)                                                                                             | Norte América (Guayas), Juventud Italiana (Manabí), Brasil (Tungurahua), Politécnico (Pichincha)                                                                               |
| 1971         | 14                           | 9 de Octubre, Deportivo Quito, Politécnico, Liga de Portoviejo, Juventud Italiana, Deportivo Cuenca, Norte América (Guayas), Brasil (Tungurahua) | Macará, Olmedo |
| 1972         | 8                            | Universidad Católica, Olmedo, Liga de Quito (Pichincha)                                                                                          | Liga de Portoviejo, Deportivo Quito, Deportivo Cuenca, Universidad Católica, 9 de Octubre, Guayaquil Sport, Atlético Riobamba (Chimborazo)                                     |
| 1973         | 12                           | América de Quito, 9 de Octubre, Guayaquil Sport (Guayas), Atlético Riobamba (Chimborazo)                                                         | Ninguno |
| 1974         | 8                            | Deportivo Quito, Macará | Liga de Quito, América de Quito, Aucas, Deportivo Quito, 9 de Octubre, Carmen Mora                                                                                             |
| 1975         | 12 (E1) / 10 (E2)            | 9 de Octubre, Carmen Mora, Deportivo Quito, Liga de Portoviejo                                                                                   | Audaz Octubrino, 9 de Octubre |
| 1976         | 10                           | América de Quito, 9 de Octubre, Audaz Octubrino, Deportivo Quito                                                                                 | Carmen Mora, Deportivo Quito, Liga de Portoviejo, América de Quito |
| 1977         | 10                           | Aucas, América de Quito, Carmen Mora, Liga de Cuenca                                                                                             | Liga de Cuenca, Manta Sport, Técnico Universitario, Deportivo Quito |
| 1978         | 10                           | Liga de Quito, Manta Sport, Liga de Portoviejo, U. D. Valdez (No se presentó a jugar en la Serie B de 1979)                                      | Bonita Banana, U. D. Valdez, América de Quito, Liga de Quito |
| 1979         | 10                           | El Nacional, Bonita Banana, Aucas, Deportivo Quito                                                                                               | Manta Sport, Aucas, El Nacional, Everest |
| 1980         | 10                           | Manta Sport, Deportivo Cuenca, Emelec, Liga de Cuenca                                                                                            | Deportivo Quito, Liga de Cuenca, Liga de Portoviejo, Deportivo Cuenca |
| 1981         | 10                           | Técnico Universitario, Liga de Portoviejo, Deportivo Cuenca, América de Quito                                                                    | Emelec, 9 de Octubre, Técnico Universitario, Liga de Portoviejo |
| 1982         | 10 (E1) / 12 (E2)            | Ninguno | Deportivo Quevedo, Aucas, Manta Sport, América de Quito |
| 1983         | 14                           | Everest | Filanbanco |
| 1984         | 14                           | Aucas | Esmeraldas Petrolero, Deportivo Cuenca, Audaz Octubrino |
| 1985         | 16                           | Manta Sport | Macará |
| 1986         | 16                           | 9 de Octubre | Aucas, River Plate (Riobamba) (Chimborazo), Deportivo Cotopaxi (Cotopaxi) |
| 1987         | 18                           | Deportivo Cotopaxi | Juventus |
| 1988         | 18                           | Universidad Católica, Esmeraldas Petrolero, Deportivo Quevedo, Juventus, River Plate (Riobamba), América de Quito                                | Ninguno |
| 1989         | 12                           | Audaz Octubrino, Liga de Portoviejo | Delfín, Juventus |
| 1990         | 12                           | Juventus, Aucas | Universidad Católica, Juvenil |
| 1991         | 12                           | Macará, Juvenil | Green Cross, Aucas |
| 1992         | 12                           | Universidad Católica, Liga de Portoviejo | Liga de Portoviejo, Santos |
| 1993         | 12                           | Técnico Universitario, Santos | Espoli, Liga de Portoviejo |
| 1994         | 12                           | Deportivo Cuenca, Valdez | Olmedo, 9 de Octubre |
| 1995         | 12                           | Delfín, 9 de Octubre | Deportivo Cuenca, Técnico Universitario |
| 1996         | 12                           | Green Cross, Liga de Portoviejo | Deportivo Quevedo, Calvi |
| 1997         | 12                           | Calvi, Deportivo Quevedo | Panamá, Delfín |
| 1998         | 12                           | Técnico Universitario, Panamá | Macará, Audaz Octubrino |
| 1999         | 12                           | Delfín, Deportivo Cuenca, Audaz Octubrino | Técnico Universitario |
| 2000         | 10                           | Liga de Quito, Técnico Universitario | Liga de Portoviejo, Delfín |
| 2001         | 10                           | Delfín, Liga de Portoviejo | Liga de Quito, Deportivo Cuenca |
| 2002         | 10                           | Olmedo, Macará | Técnico Universitario, Manta |
| 2003         | 10                           | Técnico Universitario, Manta | Olmedo, Macará |
| 2004         | 10                           | Macará, Espoli | Deportivo Quevedo, Liga de Loja |
| 2005         | 10                           | Deportivo Quevedo, Liga de Loja | Espoli, Macará |
| 2006 detalle | 10                           | Espoli, Aucas | Deportivo Azogues, Imbabura |
| 2007 detalle | 10                           | Imbabura | Universidad Católica, Espoli, Técnico Universitario |
| 2008 detalle | 12                           | Universidad Católica, Deportivo Azogues | Manta, Liga de Portoviejo |
| 2009 detalle | 12                           | Liga de Portoviejo, Técnico Universitario | Independiente José Terán, Universidad Católica |
| 2010 detalle | 12                           | Universidad Católica, Macará | Liga de Loja, Imbabura |
| 2011 detalle | 12                           | Imbabura, Espoli | Técnico Universitario, Macará |
| 2012 detalle | 12                           | Técnico Universitario, Olmedo | Universidad Católica, Deportivo Quevedo |
| 2013 detalle | 12                           | Deportivo Quevedo, Macará | Olmedo, Mushuc Runa |
| 2014 detalle | 12                           | Manta, Olmedo | Aucas, River Ecuador |
| 2015 detalle | 12                           | Liga de Loja, Deportivo Quito | Delfín, Fuerza Amarilla |
| 2016 detalle | 12                           | Aucas, Mushuc Runa | Macará, Clan Juvenil |
| 2017 detalle | 12                           | Clan Juvenil, Fuerza Amarilla | Técnico Universitario, Aucas |
| 2018 detalle | 12                           | El Nacional, Guayaquil City (Reincorporados para la Serie A 2019)                                                                                | Mushuc Runa, América de Quito, Fuerza Amarilla, Olmedo (Fuerza Amarilla y Olmedo no ascendieron pero serán tomados en cuenta para completar los 16 equipos de la Serie A 2019) |
| 2019 detalle | 16                           | América de Quito, Fuerza Amarilla | Orense, Liga de Portoviejo |
| 2020 detalle | 16                           | Liga de Portoviejo, El Nacional | 9 de Octubre, Manta |
| 2021 detalle | 16                           | Manta, Olmedo | Cumbayá, Gualaceo |
| 2022 detalle | 16                           | Macará, 9 de Octubre | El Nacional, Libertad |
| 2023 detalle | 16                           | Gualaceo, Guayaquil City | Macará, Imbabura |
| 2024 detalle | 16                           | Imbabura, Cumbayá | Cuniburo, Manta |
| 2025 detalle | 16                           | Por definir, Por definir | Por definir, Por definir |

### Cantidad de ascensos y descensos por equipo a la Serie A
| Equipo                   | Total | Temp. Ascensos                                             | Temp. Descensos                                            |
| ------------------------ | ----- | ---------------------------------------------------------- | ---------------------------------------------------------- |
| Liga de Portoviejo       | 20    | 1969, 1972, 1976, 1980, 1981, 1992, 1993, 2000, 2008, 2019 | 1971, 1975, 1978, 1981, 1989, 1992, 1996, 2001, 2009, 2020 |
| Macará                   | 17    | 1969, 1971, 1985, 1998, 2003, 2005, 2011, 2016, 2023       | 1968, 1974, 1991, 2002, 2004, 2010, 2013, 2022             |
| Aucas                    | 15    | 1967, 1974, 1979, 1982, 1986, 1991, 2014, 2017             | 1970, 1977, 1979, 1984, 1990, 2006, 2016                   |
| Técnico Universitario    | 15    | 1977, 1981, 1995, 1999, 2002, 2007, 2011, 2017             | 1981, 1993, 1998, 2000, 2003, 2009, 2012                   |
| 9 de Octubre             | 14    | 1969, 1972, 1974, 1975, 1981, 1994, 2020                   | 1971, 1973, 1975, 1976, 1986, 1995, 2022                   |
| Deportivo Quito          | 12    | 1967, 1972, 1974, 1976, 1977, 1980                         | 1971, 1974, 1975, 1976, 1979, 2015                         |
| Universidad Católica     | 11    | 1968, 1972, 1990, 2007, 2009, 2012                         | 1972, 1988, 1992, 2008, 2010                               |
| América de Quito         | 11    | 1974, 1976, 1978, 1982, 2018                               | 1973, 1976, 1977, 1981, 1988, 2019                         |
| Deportivo Cuenca         | 10    | 1972, 1980, 1984, 1995, 2001                               | 1971, 1980, 1981, 1994, 1999                               |
| Olmedo                   | 10    | 1971, 1994, 2003, 2013, 2018                               | 1972, 2002, 2012, 2014, 2021                               |
| Deportivo Quevedo        | 8     | 1982, 1996, 2004, 2012                                     | 1988, 1997, 2005, 2013                                     |
| Delfín                   | 7     | 1989, 1997, 2000, 2015                                     | 1995, 1999, 2001                                           |
| Manta                    | 7     | 2002, 2008, 2020, 2024                                     | 2003, 2014, 2021                                           |
| Manta Sport              | 7     | 1977, 1979, 1982                                           | 1969, 1978, 1980, 1985                                     |
| Liga de Quito            | 6     | 1974, 1978, 2001                                           | 1972, 1978, 2000                                           |
| Audaz Octubrino          | 6     | 1975, 1984, 1998                                           | 1976, 1988, 1999                                           |
| Espoli                   | 6     | 1993, 2005, 2007                                           | 2004, 2006, 2011                                           |
| Imbabura                 | 6     | 2006, 2010, 2023                                           | 2007, 2011, 2024                                           |
| Everest                  | 4     | 1967, 1979                                                 | 1970, 1983                                                 |
| Norte América            | 4     | 1968, 1970                                                 | 1969, 1971                                                 |
| Carmen Mora              | 4     | 1974, 1976                                                 | 1975, 1977                                                 |
| Liga de Cuenca           | 4     | 1977, 1980                                                 | 1977, 1980                                                 |
| El Nacional              | 4     | 1979, 2022                                                 | 1979, 2020                                                 |
| Juventus                 | 4     | 1987, 1989                                                 | 1988, 1990                                                 |
| Liga de Loja             | 4     | 2004, 2010                                                 | 2005, 2015                                                 |
| Fuerza Amarilla          | 4     | 2015, 2018                                                 | 2017, 2019                                                 |
| Mushuc Runa              | 3     | 2013, 2018                                                 | 2016                                                       |
| Patria                   | 3     | 1968                                                       | 1967, 1970                                                 |
| Politécnico              | 3     | 1970                                                       | 1968, 1971                                                 |
| Estibadores Navales      | 2     | 1967                                                       | 1968                                                       |
| América de Ambato        | 2     | 1968                                                       | 1969                                                       |
| INECEL                   | 2     | 1968                                                       | 1969                                                       |
| Brasil                   | 2     | 1970                                                       | 1971                                                       |
| Juventud Italiana        | 2     | 1970                                                       | 1971                                                       |
| Guayaquil Sport          | 2     | 1972                                                       | 1973                                                       |
| Atlético Riobamba        | 2     | 1973                                                       | 1980                                                       |
| Bonita Banana            | 2     | 1978                                                       | 1979                                                       |
| Emelec                   | 2     | 1981                                                       | 1980                                                       |
| Esmeraldas Petrolero     | 2     | 1984                                                       | 1988                                                       |
| Deportivo Cotopaxi       | 2     | 1986                                                       | 1987                                                       |
| River Plate (Riobamba)   | 2     | 1986                                                       | 1988                                                       |
| Juvenil                  | 2     | 1990                                                       | 1991                                                       |
| Green Cross              | 2     | 1991                                                       | 1996                                                       |
| Santos                   | 2     | 1992                                                       | 1993                                                       |
| Calvi                    | 2     | 1996                                                       | 1997                                                       |
| Panamá                   | 2     | 1997                                                       | 1998                                                       |
| Deportivo Azogues        | 2     | 2006                                                       | 2008                                                       |
| Clan Juvenil             | 2     | 2016                                                       | 2017                                                       |
| Cumbayá                  | 2     | 2021                                                       | 2024                                                       |
| Gualaceo                 | 2     | 2021                                                       | 2023                                                       |
| U. D. Valdez             | 1     | 1978                                                       |                                                            |
| Filanbanco               | 1     | 1983                                                       |                                                            |
| Independiente José Terán | 1     | 2009                                                       |                                                            |
| River Ecuador            | 1     | 2014                                                       |                                                            |
| Orense                   | 1     | 2019                                                       |                                                            |
| Libertad                 | 1     | 2022                                                       |                                                            |
| Cuniburo                 | 1     | 2024                                                       |                                                            |
| Español                  | 1     |                                                            | 1967                                                       |
| Valdez                   | 1     |                                                            | 1994                                                       |
| Guayaquil City           | 1     |                                                            | 2023                                                       |

## Datos

### Campeonato
- Primer partido: Deportivo Quito 2 - 1 Barcelona (10 de noviembre de 1957 en el Estadio El Ejido).
- Primer gol: Ernesto Guerra con el Deportivo Quito. Deportivo Quito 2 - 1 Barcelona (10 de noviembre de 1957 en el Estadio El Ejido).
- Primer gol de un extranjero: Jorge Carusso (argentino) con el Emelec. Emelec 2 - 0 Aucas (10 de noviembre de 1957 en el Estadio George Capwell).
- Primer triunfo visitante: Aucas 3 - 4 Emelec (17 de noviembre de 1957 en el Estadio El Ejido).
- Primer penal atajado: Pablo Ansaldo con el Barcelona ante Deportivo Quito (23 de octubre de 1960 en el Estadio El Ejido).
- Primer gol de un arquero: Mario Quiroga con el Deportivo Quito. Deportivo Quito 2 - 1 ante El Nacional (7 de noviembre de 1976 en el Estadio Olímpico Atahualpa).
- Máxima goleada: América de Ambato 0 - 11 Liga de Quito (26 de octubre de 1969 en el Estadio Bellavista).
- Máxima goleada en una final: Liga de Quito 7 - 0 Emelec (27 de diciembre de 1998 en el Estadio de Liga Deportiva Universitaria).
- Empate con mayor cantidad de goles: Universidad Católica 5 - 5 9 de Octubre (28 de octubre de 1984 en el Estadio Olímpico Atahualpa).

### Equipos
- Mayor cantidad de puntos en una temporada: Barcelona en 1995 (101 puntos en 50 partidos).
- Mayor cantidad de victorias en una temporada: Barcelona en 2016 (31 partidos).
- Mayor cantidad de partidos invictos: El Nacional en 1990 (26 partidos).
- Mayor cantidad de victorias consecutivas: El Nacional en 1976 (11 victorias).
- Mayor cantidad de derrotas consecutivas: Deportivo Cotopaxi en 1987 (13 derrotas).
- Mayor cantidad de empates consecutivos: Liga Deportiva Universitaria en 1977 (11 empates).
- Mayor cantidad de goles anotados en una temporada: El Nacional en 2005 (112 goles en 50 partidos).
- Mayor cantidad de goles recibidos en una temporada: 9 de Octubre en 1995 (125 goles en 48 partidos).
- Equipos que más veces se han enfrentado: Barcelona y El Nacional (244 partidos).

### Jugadores
- Máximo goleador en un equipo: Fabian Paz y Miño con El Nacional (155 goles).
- Máximo goleador en una temporada: Jaime Iván Kaviedes con el Emelec en 1998 (43 goles en 39 partidos).
- Jugador con mayor cantidad de goles en un partido: Francisco Bertocchi con la Liga de Quito (8 goles). América de Ambato 0 - 11 Liga de Quito.
- Portero con más tiempo sin recibir goles: Jacinto Espinoza (833 minutos).
- Jugadores que más veces han sido campeones: Fabian Paz y Miño y Carlos Ron con El Nacional en 8 ocasiones (1973, 1976, 1977, 1978, 1982, 1983, 1984, 1986).